# El Pueblo Antes que el Lucro/Solidaridad
El Pueblo Antes que el Lucro/Solidaridad (en inglés: People Before Profit/Solidarity, PBPS o PBP/S; en irlandés: Pobal Roimh Bhrabús/Dlúthphartíocht) es una alianza electoral de izquierda en Irlanda. 
Fue formado por miembros de dos partidos políticos socialistas de izquierda: El Pueblo Antes que el Lucro (PBP, por sus siglas en inglés) y Solidaridad. Solidaridad fue conocido como la "Alianza Antiausteridad" (AAA) hasta 2017. Desde septiembre de 2019, la alianza también incluye a la organización política RISE. A comienzos de 2021, RISE se integró completamente en PBP. La alianza se formó en 2015 y reemplazó a AAA y PBP en el registro oficial de partidos políticos de Irlanda. Sin embargo, cada entidad conserva su organización e identidad separadas, PBP también conserva su propio registro en Irlanda del Norte. La alianza se creó con la intención de obtener más tiempo para hablar para sus miembros en el Dáil Éireann después de las elecciones generales irlandesas de 2016.
El Pueblo Antes que el Lucro y el Partido Socialista son organizaciones a nivel de toda Irlanda, pero no forman parte de una única alianza electoral en las elecciones de Irlanda del Norte. El Pueblo Antes que el Lucro participa en las elecciones bajo su propio nombre, mientras el Partido Socialista es parte de la Alternativa Laborista Transcomunitaria (CCLA, por sus siglas en inglés). La alianza electoral entre el PBP y Solidaridad apoya el anticapitalismo, el socialismo democrático y el ecosocialismo, además, promueve la reunificación irlandesa a través de una federación socialista europea.

## Antecedentes
Conforme a las órdenes permanentes en el Dáil Éireann, un grupo parlamentario debe tener cinco parlamentarios o más para tener plenos derechos para hablar en el parlamento. Además, los partidos políticos que obtienen el 2% o más del voto nacional reciben fondos adicionales del Estado para actividades políticas. La combinación de los escaños y los votos de los dos partidos aumentaría la posibilidad de alcanzar estos umbrales. 
La alianza electoral buscó proporcionar una mayor voz socialista en el parlamento y una plataforma política comprometida con la abolición de los cargos por agua, la Carga Social Universal para las personas con ingresos bajos-medios y otras medidas de austeridad implementadas en Irlanda. La alianza afirma representar el 57% de las personas que boicotearon el pago de los cargos por agua y asegura representar una voz genuina de la clase trabajadora en el parlamento. La alianza ha sido descrita como una "notable suspensión del conflicto sectario de décadas de duración entre el Partido Socialista de los Trabajadores que está en la base del PBP y el Partido Socialista que está en la base de la AAA." Solidaridad y El Pueblo Antes que el Lucro anunciaron su intención de organizarse de forma separada y permanecer libres para mantener diferentes posiciones políticas sobre varios temas, pero tienen la intención de cooperar electoralmente mientras mantienen sus propias identidades y estructuras. 
AAA se retiró del registro de partidos políticos, mientras que PBP cambió su nombre registrado a AAA–PBP y agregó a miembros de AAA a su lista renombrada de representantes nominados. Esta distinción técnica causó una cuestión jurídica relacionada con la cooptación de un miembro del Consejo de la Ciudad de Cork para reemplazar al miembro de la AAA, Mick Barry, después de la elección de Barry al Dáil en las elecciones de 2016. Se argumentó que dado que el partido por el que Barry fue elegido en 2014, ya no estaba registrado, el partido que él representaba no tenía derecho a nominar a un reemplazo al dejar su escaño en el consejo en 2016.
En 2019, el diputado de Solidaridad formó el nuevo partido político RISE, el cual se convirtió inmediatamente en el tercer miembro de la alianza. Posteriormente, en febrero de 2021, RISE se fusionó con El Pueblo Antes que el Lucro. En 2020, el grupo modificó su nombre registrado a "El Pueblo Antes que el Lucro/Solidaridad".

## Historia electoral
Antes de las elecciones generales de 2016 había cuatro parlamentarios de AAA-PBP: Joe Higgins, Richard Boyd Barrett, Ruth Coppinger y Paul Murphy. Boyd Barrett fue elegido por primera vez para el Dáil en las elecciones generales de 2011, mientras que Coppinger y Murphy fueron elegidos en elecciones parciales, en mayo y octubre de 2014, respectivamente. Higgins se retiró con la disolución del 31.º Dáil, mientras que los otros tres buscaron la reelección. Se presentaron 31 candidatos en las elecciones generales de 2016. El 25 de enero de 2016, el grupo lanzó un conjunto de "principios comunes" y posteriormente lanzaron manifiestos separados. Lograron la elección de seis parlamentarios. 
En las elecciones locales de 2024, Solidaridad-PBP ganó 13 escaños, un aumento en 2 escaños de su total combinado en las elecciones locales de 2019. En las elecciones generales de 2024, El Pueblo Antes que el Lucro-Solidaridad consiguió tres diputados, dos de El Pueblo Antes que el Lucro y uno de Solidaridad. 

### Dáil Éireann
| Elección | Votos de 1.ra preferencia | Votos de 1.ra preferencia | Votos de 1.ra preferencia | Escaños | Escaños | Gobierno  |
| Elección | N°                        | %                         | Posición                  | N°      | +/-     | Gobierno  |
| -------- | ------------------------- | ------------------------- | ------------------------- | ------- | ------- | --------- |
| 2016     | 84.168                    | 3,9%                      | 5.º                       | 6/158   | 2       | Oposición |
| 2020     | 57.420                    | 2,6%                      | 7.º                       | 5/160   | 1       | Oposición |
| 2024     | 62.481                    | 2,8%                      | 9.º                       | 3/174   | 2       | Oposición |

### Elecciones locales
| Elección | Votos de 1.ra preferencia | Votos de 1.ra preferencia | Escaños | Escaños |
| Elección | N°                        | %                         | N°      | +/-     |
| -------- | ------------------------- | ------------------------- | ------- | ------- |
| 2019     | 32.883                    | 1,9%                      | 11/949  | 17      |
| 2024     | 22.231                    | 1,5%                      | 13/949  | 2       |

### Parlamento Europeo
| Elección | Votos de 1.ra preferencia | Votos de 1.ra preferencia | Votos de 1.ra preferencia | Escaños | Escaños | Grupo político |
| Elección | N°                        | %                         | Posición                  | N°      | +/-     | Grupo político |
| -------- | ------------------------- | ------------------------- | ------------------------- | ------- | ------- | -------------- |
| 2019     | 38.771                    | 2,31%                     | 7.º                       | 0/13    | Nuevo   | —              |
| 2024     | 31.802                    | 1,82%                     | 11.º                      | 0/14    | 0       | —              |